# Станислав Дончев
Станислав Дончев – Стамбата е български режисьор.

## Филмография
- Преди да забравя - 2025 (игрален филм)
- Стражарите на нашата съвест – 2022 (документален филм)
- Малката маркиза – 2021 (документален филм)
- Писма от Антарктида – 2019  (игрален филм)
- Блян за щастие – 2016  (документален филм)
- Корпус за бързо реагиране 2 – 2014  (игрален филм)
- Корпус за бързо реагиране – 2012  (игрален филм)
- Пътуване до морето – 2001  (телевизионна новела)
- Експерти – 2000
- Търси се – 1999

## Телевизия
- Братя – 2020
- Полицаите от края на града – 2017
- Къде е Маги? – 2012
- Забранена любов – 2008-2010
- Неочакван обрат – 2006
- Стар Академи – 2005
- Сладко отмъщение – 2002-2004

## Награди
- награда на журито за най-добър студентски филм на фестивала „Златна роза“ 2000
- награда на Факултета по масови комуникации и журналистика към СУ „Св. Климент Охридски“ на „Златна роза“ 2000
- специална награда на студио „Синемак“ на фестивала на Нов български университет 2000